# Vrdila
Vrdila (en serbe cyrillique : Врдила) est un village de Serbie situé sur le territoire de la ville de Kraljevo, district de Raška. Au recensement de 2011, il comptait 858 habitants.

## Démographie

### Évolution historique de la population
| 1948  | 1953  | 1961  | 1971  | 1981  | 1991  | 2002 | 2011 |
| ----- | ----- | ----- | ----- | ----- | ----- | ---- | ---- |
| 1 052 | 1 037 | 1 051 | 1 063 | 1 055 | 1 018 | 925  | 858  |

|  |